# Nový Poddvorov
Nový Poddvorov (německy Neupodworau) je obec v okrese Hodonín v Jihomoravském kraji. Leží dvanáct kilometrů západně od Hodonína. Žije zde 228 obyvatel.

## Název
Na území Nového Poddvorova původně stávala vesnice Potvorovice, jejíž jméno bylo odvozeno od osobního jména Potvor(a) a znamenalo "Potvorovi lidé". Po zániku vsi se místu říkalo Potvorovsko (přípona -ovsko pro území zaniklých vesnic byla častá). Vesnice založené v 18. století na daném místě převzaly jméno Potvorovsko, záhy upravené na Potvorov (v roce 1846 jsou doloženy názvy Neu Potworow, Nowe Potworsko, a ještě v roce 1881 Staré a Nové Potvorovsko). Protože jméno bylo pociťováno jako hanlivé, bylo hláskově upraveno na Poddvorov (jakoby od příslušnosti pod (panský) dvůr, který však v místě nikdy nebyl). Přívlastek Nový označuje mladší založení oproti Starému Poddvorovu.

## Historie

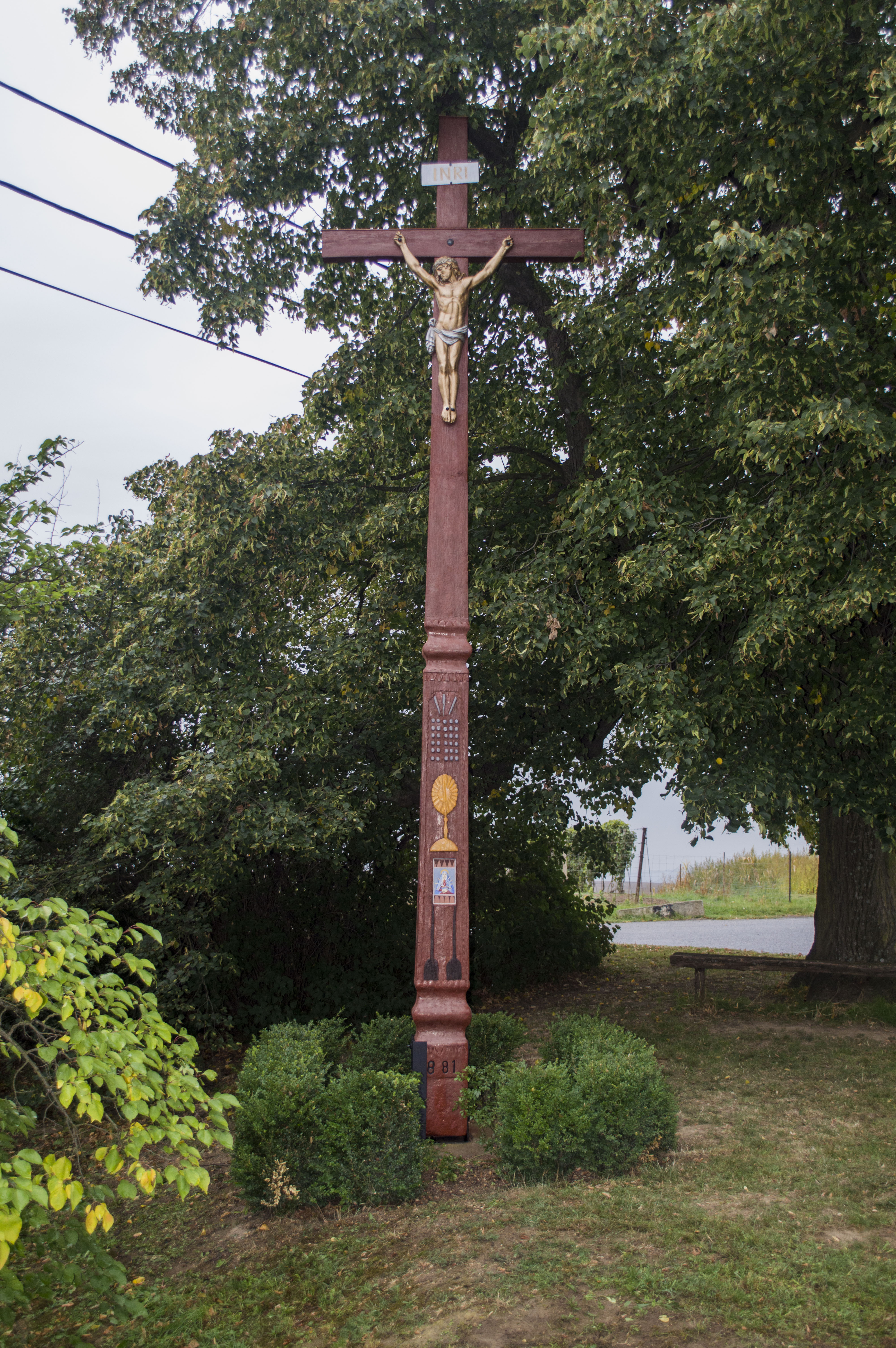
Pašijový kříž z roku 1881 na západním konci obce

Jihovýchodně od obce v trati Kostelisko stávalo městečko Potvorovice, které dle první písemné zmínky patřilo v roce 1261 velehradskému klášteru. Za česko-uherských válek v 15. století bylo zničeno. Území pak náleželo čejkovickému panství.
Nový Poddvorov zde v srpnu roku 1783 založilo 24 kolonistů, kteří přišli pravděpodobně z okolních obcí. V roce 1790 zde bylo 24 domů a 143 obyvatel. Na obecní pečeti bývala znázorněna radlice a skřivan.
V roce 2010 byla jižně od obce otevřena nová, volně přístupná rozhledna Na Podluží.

## Obyvatelstvo
| Rok            | 1869 | 1880 | 1890 | 1900 | 1910 | 1921 | 1930 | 1950 | 1961 | 1970 | 1980 | 1991 | 2001 | 2011 | 2021 |
| -------------- | ---- | ---- | ---- | ---- | ---- | ---- | ---- | ---- | ---- | ---- | ---- | ---- | ---- | ---- | ---- |
| Počet obyvatel | 165  | 197  | 182  | 221  | 252  | 285  | 295  | 286  | 299  | 299  | 255  | 218  | 181  | 184  | 228  |
| Počet domů     | 37   | 39   | 41   | 44   | 52   | 57   | 66   | 79   | 79   | 78   | 70   | 85   | 78   | 84   | 100  |

## Obecní správa

### Obecní symboly
Znak a vlajka byly obci uděleny rozhodnutím předsedy Poslanecké sněmovny Parlamentu České republiky dne 18. března 2003.